# Al Plan
Al Plan (en francès Le Pla) és una comuna occitana del Donasà (Llenguadoc), situada al departament de l'Arieja.